# لاري إيزبل
لاري إيزبل (بالإنجليزية: Larry Isbell)‏ هو لاعب كرة قدم أمريكية ولاعب كرة قدم كندية أمريكي، ولد في 8 يناير 1930 في هيوستن في الولايات المتحدة، وتوفي في 31 أكتوبر 1978 في مقاطعة بوسك في الولايات المتحدة.

## وصلات خارجية
- لاري إيزبل على موقعبيزبول رفرنس.كوم (الدوري الثانوي) (الإنجليزية)